# Acords d'associació de la Unió Europea
Els Acords d'associació de la Unió Europea són instruments del dret comunitari. Es tracta d'una relació contractual entre la Unió Europea i tercers països que garanteixen una col·laboració econòmica estreta i suport financer. Trobem aquest tipus d'acord en dues situacions:
- A fi de mantenir vincles especials entre alguns estats membres i tercers països
- Amb vista a una possible adhesió a la Unió i a la construcció d'una unió duanera amb un estat o un grup d'estats.

Els Acords de col·laboracció de la Unió Europea també són instruments del dret comunitari, però tenen un abast menor que els acords d'associació i el seu objectiu prioritari principal, tot i que no és l'únic, és desenvolupar una col·laboració entre la Unió Europea i els països del Magrib.